# Михайловское сельское поселение (Мордовия)
Михайловское се́льское поселе́ние — упразднённое муниципальное образование в Лямбирском районе Мордовии Российской Федерации.
Административный центр — село Михайловка.

## История
Статус и границы сельского поселения установлены Законом Республики Мордовия от 28 декабря 2004 года № 122-З «Об установлении границ муниципальных образований Лямбирского муниципального района, Лямбирского муниципального района и наделении их статусом сельского поселения и муниципального района».
Законом от 17 мая 2018 года N 34-З Михайловское сельское поселение и сельсовет были упразднены, а входившие в их состав населённые пункты были включены в состав Протасовского сельского поселения и сельсовета с административным центром в селе Протасово.

## Население
| 2002 | 2010 | 2012 | 2013 | 2014 | 2015 | 2016 |
| ---- | ---- | ---- | ---- | ---- | ---- | ---- |
| 273  | ↗293 | ↗294 | ↘280 | ↘272 | ↗289 | ↘285 |
| 2017 | 2018 |      |      |      |      |      |
| ↗293 | ↘280 |      |      |      |      |      |

## Состав сельского поселения
| № | Населённый пункт | Тип населённого пункта | Население |
| - | ---------------- | ---------------------- | --------- |
| 1 | Анучино          | деревня                | ↘4        |
| 2 | Воротники        | деревня                | ↗19       |
| 3 | Михайловка       | село                   | ↗256      |
| 4 | Романовка        | деревня                | ↘9        |
| 5 | Чапаево          | деревня                | ↗5        |